# Lokhaitora
Die Lokhaitora ist der ca. 143 km lange rechte Quellfluss des Puthimari Nadi in Bhutan und im indischen Bundesstaat Assam.
Die Lokhaitora entspringt in den südlichen Höhenkämmen des Himalaya im äußersten Osten von Bhutan. Das Quellgebiet liegt im Wildschutzgebiet Sakteng auf einer Höhe von etwa 4200 m. Von dort durchquert der Fluss das Gebirge, anfangs 20 km in westlicher Richtung, anschließend knapp 50 km in südwestlicher Richtung und schließlich 40 km nach Südosten. Auf seinen unteren 40 Kilometern fließt die Lokhaitora nach Süden. Sie durchbricht bei Flusskilometer 30 den südlichsten Höhenkamm der Himalaya-Vorberge, überquert die Grenze nach Indien und erreicht das Tiefland von Assam. Bei Flusskilometer 18 befindet sich das Wildschutzgebiet Bornadi am westlichen Flussufer. Dort zweigt die Baralia nach rechts ab. Schließlich trifft die Lokhaitora auf den von Osten kommenden Suklai und vereinigt sich mit diesem zum Puthimari Nadi. Die Baralia trifft erst wenige Kilometer oberhalb der Mündung des Puthimari Nadi auf diesen. In Bhutan durchquert die Lokhaitora die Distrikte Trashigang und Samdrup Jongkhar, in Indien den Distrikt Baksa. Das Einzugsgebiet der Lokhaitora umfasst eine Fläche von etwa 1230 km², davon liegen 1145 km² in Bhutan. Während der Monsun-Zeit führt der Fluss gewöhnlich Hochwasser. In der restlichen Zeit fällt der Fluss beinahe trocken.